# William Bloch

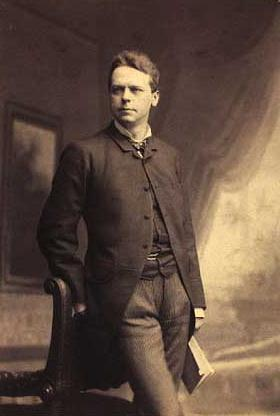
William Bloch omkring 1890.

William Edvard Bloch, född den 30 mars 1845 i Köpenhamn, död den 1 november 1926, var en dansk sceninstruktör, känd för sina levande och stilsäkra Ludvig Holberg-uppsättningar.
Bloch var bror till Oscar, Carl och Emil Bloch. Han blev student 1864 och tog 1871 juridisk ämbetsexamen. 1881 utnämndes han till sceninstruktör vid Det Kongelige Teater. Den 11 juni 1887 äktade han skådespelerskan Anna Lindemann, som var känd som sin tids muntraste ingeny inom dansk scenkonst.
Redan som student skrev Bloch tillsammans med Nicolai Bøgh studentkomedier, som senare hamnade på Folketeatrets repertoar (bland andra En fix Idé och Kanariefuglen), och 1872 uppfördes på Det Kongelige Teater anonymt lustspelet De hvide Roser av samma författarpar. Tillsammans med Richard Kaufmann skrev Bloch skådespelet Konsekvenser (1881), och på egen hand skrev han Lygtemænd (1875), Naar Møbler flyttes och Frøken Nelly, som alla har uppförts på Det Kongelige Theater.
Som sceninstruktör hade han betydelse för naturalismens teaterkonst i Danmark, först genom att sätta upp samtida verk av Henrik Ibsen, Bjørnstjerne Bjørnson, Holger Drachmann, Otto Benzon och Gustav Esmann, och senare genom sina kulturhistoriskt korrekta uppsättningar av Ludvig Holberg.